# Biřička (potok)
Biřička je potok pramenící v Pardubickém kraji v lesích na území obce Býšť nedaleko lokality Koliba v nadmořské výšce 275 m n. m. Délka jeho toku je 8,6 km a plocha povodí 13,3 km². Protéká přes území Hradce Králové a jeho městských částí Nový Hradec Králové, Roudnička a Třebeš. Na rozhraní území Třebše a obce Vysoká nad Labem se v nadmořské výšce 225 m n. m. zleva vlévá do Labe.
Na jeho toku leží jedna ze čtyř rybničních soustav na území Hradce Králové, kterou tvoří retenční nádrž Cesta myslivců a rybníky Biřička, Cikán, Datlík a Roudnička.
Mezi Datlíkem a Roudničkou protéká Biřička přírodní památkou Roudnička a Datlík.
Od počátku 15. do 19. století se potok Biřička nazýval Černý potok.
Na dolním toku Biřičky těsně před soutokem s Labem se na potoku nacházejí tzv. Petrofova jezírka. Část toku Biřičky zde tvoří jižní hranici Hradce Králové.